# جان فرانسوا دانيال
جان فرانسوا دانيال (بالفرنسية: Jean-François Daniel)‏ (14 يونيو 1964 سوسبيل فرنسا - ) هو لاعب كرة قدم فرنسي، يلعب كلاعب وسط، لعب 212 مباراة وسجل 4 أهداف.

## مسيرته

### مسيرته مع المنتخبات الوطنية
- 1986 - 1986 لعب مع منتخب فرنسا تحت 21 سنة لكرة القدم مباراة.

### مسيرته مع الأندية
- 1987 - 1988 لعب مع نادي ليل 21 مباراة.
- 1988 - 1992 لعب مع نادي كان 113 مباراة سجل خلالها 3 أهداف.
- 1992 - 1995 لعب مع جيروندان بوردو 66 مباراة سجل خلالها هدف.
- 1995 - 1996 لعب مع نادي نيس 11 مباراة.

## روابط خارجية
- جان فرانسوا دانيال على موقع قاعدة بيانات كرة القدم.إي يو (الإنجليزية)
- جان فرانسوا دانيال على موقع عالم كرة القدم.نت (الإنجليزية)